# Hippeis

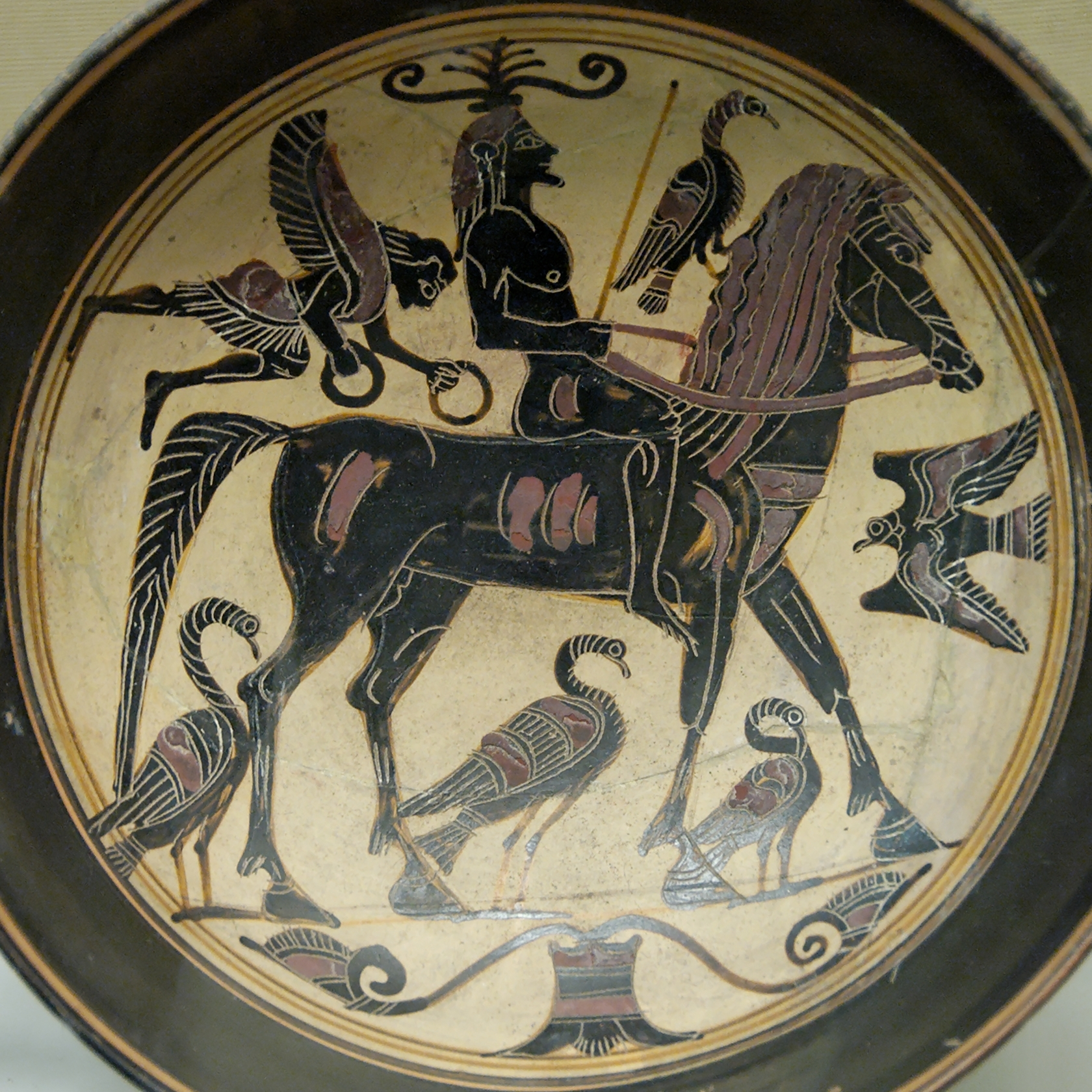
Raffigurazione di un hippeus all'interno di una kylix laconica a figure nere, c. 550–530 a.C. (Londra, British Museum).

Hippeis (dal greco ἱππεῖς) è un termine del greco antico che significa "Cavalieri".

## Descrizione
Ogni membro di questa classe sociale (la seconda su quattro per importanza ad Atene) era denominato hippeus (ἱππεύς), ossia "cavaliere"; pertanto era formata da uomini a cavallo a servizio della polis in caso di guerra. L'hippeis può essere paragonato pressappoco agli equites della Roma antica o alla cavalleria medievale. Con l'introduzione del combattimento a cavallo, l'aristocrazia, che possedeva i mezzi per acquistare, addestrare e mantenere questo animale, divenne l'elemento più importante dell'esercito e, in breve, ridusse nelle sue mani il potere politico.
Già Aristotele osservò la stretta connessione tra l'allevamento dei cavalli e i regimi oligarchici formatisi in regioni con terreno propizio a cavalcare, come l'Arcadia, la Beozia, l'Eubea, la Tessaglia, la Magna Grecia e la Sicilia, dove la nobiltà ebbe quasi sempre un ruolo di primo piano nella vita politica, mentre a Sparta, ad Atene e in altre città a economia agricola, oppure in città marittime e commerciali, questa classe divenne un piccolo nucleo dell'aristocrazia fondiaria (quella degli eupatridi ad Atene, dei geomori a Siracusa), oppure scomparve, come a Sparta.

## Peso politico
Ad Atene e altrove, la trasformazione delle attività economiche e l'avanzata del ceto commerciale, con il conseguente sorgere delle tirannidi, determinarono la fine del dominio oligarchico e l'affermazione dei regimi democratici: la forza militare della città fu basata quasi esclusivamente sulla fanteria oplitica. Con la costituzione di Solone, i cavalieri costituirono la seconda classe dopo gli eupatridi, ma tale titolo era ormai soltanto nominale.
Clistene abolì la cavalleria per porre fine alla corrispondente organizzazione gentilizia (508-507 a.C.). Se le esigenze militari indussero in seguito a organizzare corpi di cavalieri (come quello ateniese celebrato nel fregio della cella del Partenone), la sopravvivenza di una classe aristocratica di cavalieri, senza necessario riferimento alla funzione militare, ebbe scarso significato sociale e politico.